# 266. motorizirana strelska divizija (ZSSR)
266. motorizirana strelska divizija je bila motorizirana divizija Rdeče armade v času druge svetovne vojne.

## Zgodovina
Divizija je bila ustanovljena julija 1941 v Kalugi in bila uničena septembra istega leta med bitko za Kijev.